# خاريلاوس باباس
خاريلاوس باباس (باليونانية: Χάρης Παππάς)‏ هو لاعب كرة قدم يوناني في مركز نصف الجناح، ولد في 12 مايو 1983 في كافالا في اليونان. شارك مع منتخب اليونان تحت 21 سنة لكرة القدم. أما مع النوادي، فقد لعب مع أوليمبياكوس فولو وأيك أثينا وميونخ 1860 ونادي أوردينغن 05 ونادي أولمبياكوس ونادي بانيتوليكوس ونادي زانثي ونادي كافالا.

## وصلات خارجية
- خاريلاوس باباس على موقع قاعدة بيانات كرة القدم.إي يو (الإنجليزية)
- خاريلاوس باباس على موقع Soccerway.com (الإنجليزية)
- خاريلاوس باباس على موقع عالم كرة القدم.نت (الإنجليزية)